# GT World Challenge Europe Endurance Cup 2021
Navigation
Édition précédente Édition suivante
La saison 2021 du GT World Challenge Europe Endurance Cup est la onzième saison de ce championnat et se déroule du 16 avril au 18 octobre 2021 sur un total de cinq manches.

## Calendrier de la saison 2021
Par rapport à la saison précédente, dont le calendrier avait profondément évolué en raison de la pandémie de Covid-19, seule la manche d'Imola n'est pas maintenue, tandis que Monza et Barcelone font leur retour.
| Manche | Course                  | Circuit                                               | Date                |
| ------ | ----------------------- | ----------------------------------------------------- | ------------------- |
| 1      | 3 Heures de Monza       | Autodromo Nazionale di Monza, Monza, Italie           | 16-18 avril         |
| 2      | 1000 km du Paul Ricard  | Circuit Paul Ricard, Le Castellet, France             | 28-30 mai           |
| 3      | Total 24 Heures de Spa  | Circuit de Spa-Francorchamps, Francorchamps, Belgique | 29 juillet-1er août |
| 4      | 3 Heures du Nürburgring | Nürburgring, Nürburg, Allemagne                       | 3-5 septembre       |
| 5      | 3 Heures de Barcelone   | Circuit de Barcelona-Catalunya, Montmeló, Espagne     | 8-10 octobre        |

## Engagés
| Drapeau de la France | Audi Sport Team Saintéloc, |
| Drapeau de la France | Saintéloc Racing,          |

| Drapeau de la Belgique | Audi Sport Team WRT,        |
| Drapeau de la Belgique | Belgian Audi Club Team WRT, |

| Drapeau de l'Allemagne | Audi Sport Team Attempto, |
| Drapeau de l'Allemagne | Attempto Racing,          |

| Drapeau de la France | Mercedes-AMG Team AKKA ASP, |
| Drapeau de la France | AKKA ASP Team,              |

| Drapeau de la France | Audi Sport Team Saintéloc, |
| Drapeau de la France | Saintéloc Racing,          |

| Drapeau de la Belgique | Audi Sport Team WRT,        |
| Drapeau de la Belgique | Belgian Audi Club Team WRT, |

| Drapeau de l'Allemagne | Audi Sport Team Attempto, |
| Drapeau de l'Allemagne | Attempto Racing,          |

| Drapeau de la France | Mercedes-AMG Team AKKA ASP, |
| Drapeau de la France | AKKA ASP Team,              |

| Icône | Classe       |
| ----- | ------------ |
| P     | Coupe Pro    |
| S     | Coupe Silver |
| PA    | Coupe Pro-Am |
| Am    | Coupe Am     |
| INV   | Invitation   |

## Résultats de la saison 2021
| Manche | Circuit           | Pole position                                     | Vainqueurs Pro                                     | Vainqueurs Silver                                                  | Vainqueurs Pro-Am                                          | Vainqueurs Am                                           | Vainqueurs Inv                              |
| ------ | ----------------- | ------------------------------------------------- | -------------------------------------------------- | ------------------------------------------------------------------ | ---------------------------------------------------------- | ------------------------------------------------------- | ------------------------------------------- |
| 1      | Monza             | No. 63 Orange 1 FFF Racing Team                   | No. 54 Dinamic Motorsport                          | No. 14 Emil Frey Racing                                            | No. 188 Garage 59                                          | Pas d'engagés                                           | Pas d'engagés                               |
| 1      | Monza             | Mirko Bortolotti Andrea Caldarelli Marco Mapelli  | Klaus Bachler Matteo Cairoli Christian Engelhart   | Alex Fontana Ricardo Feller Rolf Ineichen                          | Jonathan Adam Chris Goodwin Alexander West                 | Pas d'engagés                                           | Pas d'engagés                               |
| 2      | Paul Ricard       | No. 63 Orange 1 FFF Racing Team                   | No. 22 GPX Martini Racing                          | No. 87 AKKA ASP Team                                               | No. 93 Sky - Tempesta Racing                               | Pas d'engagés                                           | Pas d'engagés                               |
| 2      | Paul Ricard       | Mirko Bortolotti Andrea Caldarelli Marco Mapelli  | Earl Bamber Matt Campbell Mathieu Jaminet          | Thomas Drouet Simon Gachet Konstantin Tereshchenko                 | Eddie Cheever III Chris Froggart Jonathan Hui              | Pas d'engagés                                           | Pas d'engagés                               |
| 3      | Spa-Francorchamps | No. 88 Mercedes-AMG Team AKKA ASP                 | No. 51 Iron Lynx                                   | No. 90 Madpanda Motorsport                                         | No. 53 AF Corse                                            | No. 166 Haegeli by T2 Racing                            | Pas d'engagés                               |
| 3      | Spa-Francorchamps | Raffaele Marciello Daniel Juncadella Jules Gounon | Côme Ledogar Nicklas Nielsen Alessandro Pier Guidi | Rik Breukers Patrick Kujala Ezequiel Pérez Companc Ricardo Sanchez | Duncan Cameron Matt Griffin Rino Mastronardi Miguel Molina | Marc Basseng Dennis Busch Pieder Decurtins Manuel Lauck | Pas d'engagés                               |
| 4      | Nürburgring       | No. 63 Orange 1 FFF Racing Team                   | No. 63 Orange 1 FFF Racing Team                    | No. 14 Emil Frey Racing                                            | No. 19 Orange 1 FFF Racing Team                            | Pas d'engagés                                           | Pas d'engagés                               |
| 4      | Nürburgring       | Mirko Bortolotti Andrea Caldarelli Marco Mapelli  | Mirko Bortolotti Andrea Caldarelli Marco Mapelli   | Alex Fontana Ricardo Feller Rolf Ineichen                          | Stefano Costantini Hiroshi Hamaguchi Phil Keen             | Pas d'engagés                                           | Pas d'engagés                               |
| 5      | Barcelone         | No. 88 AKKA ASP Team                              | No. 88 AKKA ASP Team                               | No. 87 AKKA ASP Team                                               | No. 20 SPS Automotive Performance                          | Pas d'engagés                                           | No. 26 Saintéloc Racing                     |
| 5      | Barcelone         | Felipe Fraga Jules Gounon Raffaele Marciello      | Felipe Fraga Jules Gounon Raffaele Marciello       | Thomas Drouet Simon Gachet Konstantin Tereshchenko                 | Dominik Baumann Martin Konrad Valentin Pierburg            | Pas d'engagés                                           | Thomas Drouet Dennis Lind Markus Winkelhock |

## Classement saison 2021

### Attribution des points
Les points pour le championnat sont attribués pour les dix premiers de chaque course. Il faut pour cela avoir parcouru au minimum 75 % de la distance parcourue par l’équipage vainqueur. Chaque pilote doit prendre part à la course au minimum sur une durée de 25 minutes. Un point est attribué pour la pole position.

#### Courses standarts
| Position | 1er | 2e | 3e | 4e | 5e | 6e | 7e | 8e | 9e | 10e | Pole |
| Points   | 25  | 18 | 15 | 12 | 10 | 8  | 6  | 4  | 2  | 1   | 1    |

#### Points pour les1 000 kilomètres du Castellet
| Position | 1er | 2e | 3e | 4e | 5e | 6e | 7e | 8e | 9e | 10e | Pole |
| Points   | 33  | 24 | 19 | 15 | 12 | 9  | 6  | 4  | 2  | 1   | 1    |

#### Points pour les24 Heures de Spa
Des points sont attribués après six heures, douze heures et à l'arrivée de la course.
| Position              | 1er | 2e | 3e | 4e | 5e | 6e | 7e | 8e | 9e | 10e | Pole |
| Points après 6 h/12 h | 12  | 9  | 7  | 6  | 5  | 4  | 3  | 2  | 1  | 0   | 1    |
| Points à l'arrivée    | 25  | 18 | 15 | 12 | 10 | 8  | 6  | 4  | 2  | 1   | 1    |

### Championnat des pilotes

#### Général
| Pos. | Pilote                                               | Équipe                                         | MNZ  | LEC  | SPA  | SPA  | SPA   | NÜR | CAT | Points |
| Pos. | Pilote                                               | Équipe                                         | MNZ  | LEC  | 6 h  | 12 h | 24 h  | NÜR | CAT | Points |
| ---- | ---------------------------------------------------- | ---------------------------------------------- | ---- | ---- | ---- | ---- | ----- | --- | --- | ------ |
| 1    | Alessandro Pier Guidi Côme Ledogar Nicklas Nielsen   | Iron Lynx                                      | 5    | 5    | 1    | 1    | 1     | 7   | 7   | 83     |
| 2    | Raffaele Marciello Jules Gounon                      | AKKA ASP Team                                  | 2    | 6    | 8P   | 4P   | Abd.P | 2   | 1   | 79     |
| 3    | Charles Weerts Dries Vanthoor                        | Belgian Audi Club Team WRT                     | Abd. | 2    | 5    | 2    | 2     | 6   | 3   | 79     |
| 4    | Marco Mapelli Andrea Caldarelli Mirko Bortolotti     | Orange 1 FFF Racing Team                       | 24P  | 3P   | 2    | 10   | 8     | 1F  | 4F  | 73     |
| 5    | Kelvin van der Linde                                 | Belgian Audi Club Team WRT                     | Abd. | 2    | 5    | 2    | 2     |     |     | 56     |
| 6    | Klaus Bachler Matteo Cairoli Christian Engelhart     | Dinamic Motorsport                             | 1    | 7    | 18   | 6    | Abd.  | 40  | 2   | 53     |
| 7    | Felipe Fraga                                         | AKKA ASP                                       |      |      | 26   | 14   | 10    | 2   | 1   | 44     |
| 8    | Robin Frijns                                         | Belgian Club Audi Team WRT Audi Sport Team WRT |      |      | 7    | 7    | 4     | 6   | 3   | 41     |
| 9    | Daniel Juncadella                                    | AKKA ASP Team                                  | 2    | 6    | 8P   | 4P   | Abd.P |     |     | 36     |
| 10   | Mathieu Jaminet Matt Campbell Earl Bamber            | GPX Martini Racing                             | Abd. | 1    | 10   | 46   | Abd.  | 37  | 10  | 35     |
| 11   | Callum Ilott Antonio Fuoco Davide Rigon              | Iron Lynx                                      | 4 F  | 4    | Abd. | Abd. | Abd.  | 38  | 39  | 27     |
| 12   | Luca Stolz Maro Engel                                | Mercedes-AMGTeam HRT                           | 13   | 38   | 16   | 15   | 36    | 3   | 5   | 25     |
| 12   | Nico Bastian                                         | Mercedes-AMG Team HRT                          |      |      |      |      |       | 3   | 5   | 25     |
| 13   | Ross Gunn Marco Sørensen Nicki Thiim                 | Garage 59 AMR                                  |      |      | 15   | 3    | 3     |     |     | 22     |
| 14   | Rolf Ineichen Ricardo Feller                         | Emil Frey Racing                               | 3    | 13   | 14   | 38   | 31    | 8   | 20  | 19     |
|      | Thomas Drouet Simon Gachet Konstantin Tereshchenko   | AKKA ASP Team                                  | 11   | 11   |      |      |       |     |     | 0      |
|      | Mattia Drudi Kim-Luis Schramm Christopher Mies       | Attempto Racing                                | 12   | 14F  |      |      |       |     |     | 0      |
|      | Vincent Abril Maro Engel Luca Stolz                  | BWT Haupt Racing Team                          | 13   | 38   |      |      |       |     |     | 0      |
|      | Jonathan Adam Chris Goodwin Alexander West           | Garage 59                                      | 14   | 25   |      |      | Abd.  |     |     | 0      |
|      | Alex Aka Dennis Marschall                            | Attempto Racing                                | 15   | 18   |      |      |       |     |     | 0      |
|      | Tommaso Mosca                                        | Attempto Racing                                | 15   |      |      |      |       |     |     | 0      |
|      | Max Hofer                                            | Attempto Racing                                |      | 18   |      |      |       |     |     | 0      |
|      | Hiroshi Hamaguchi Phil Keen                          | Orange 1 FFF Racing Team                       | 16   | 22   |      |      |       |     |     | 0      |
|      | Benjamin Hites Patrick Kujala                        | Rinaldi Racing                                 | 17   | Abd. |      |      | Abd.  |     |     | 0      |
|      | Nicolás Varrone                                      | Rinaldi Racing                                 |      | Abd. |      |      |       |     |     | 0      |
|      | Miklas Born Jordan Love Yannick Mettler              | SPS Automotive Performance                     | 18   | Abd. |      |      |       |     |     | 0      |
|      | Valentin Hasse-Clot Nicolai Kjærgaard Alex MacDowall | Garage 59                                      | 19   | 27   |      |      |       |     |     | 0      |
|      | Marvin Dienst Paul Petit Óscar Tunjo                 | Toksport WRT                                   | 20   | Abd. |      |      |       |     |     | 0      |
|      | Henrique Chaves Miguel Ramos                         | Barwell Motorsport                             | 21   | Abd. |      |      |       |     |     | 0      |
|      | Adrian Amstutz                                       | Barwell Motorsport                             | 21   |      |      |      |       |     |     | 0      |
|      | Leo Machitski                                        | Barwell Motorsport                             |      | Abd. |      |      |       |     |     | 0      |
|      | Patrick Assenheimer Hubert Haupt                     | Haupt Racing Team                              | 22   | 23   |      |      |       |     |     | 0      |
|      | Ricardo Sanchez                                      | Haupt Racing Team Madpanda Motorsport          | 22   | 24   |      |      |       |     |     | 0      |
|      | Gabriele Piana                                       | Haupt Racing Team                              |      | 23   |      |      |       |     |     | 0      |
|      | Giacomo Altoè Albert Costa Norbert Siedler           | Emil Frey Racing                               | 23   | 36   |      |      | Abd.  |     |     | 0      |
|      | Nico Bastian Olivier Grotz Florian Scholze           | GetSpeed Performance                           | 25   | Abd. |      |      |       |     |     | 0      |
|      | Kikko Galbiati Clemens Schmidt Tim Zimmermann        | GRT Grasser Racing Team                        | 27   | 17   |      |      |       |     |     | 0      |
|      | Dominik Baumann Valentin Pierburg                    | SPS Automotive Performance                     | 28   | 28   |      |      |       |     |     | 0      |
|      | Martin Konrad                                        | SPS Automotive Performance                     |      | 28   |      |      |       |     |     | 0      |
|      | Andrea Bertolini Lorenzo Bontempelli Louis Machiels  | AF Corse                                       | 29   | Abd. |      |      |       |     |     | 0      |
|      | Eddie Cheever Chris Froggatt                         | Sky - Tempesta Racing                          | 30   | 21   |      |      |       |     |     | 0      |
|      | Steffen Görig                                        | Sky - Tempesta Racing                          | 30   |      |      |      |       |     |     | 0      |
|      | Jonathan Hui                                         | Sky - Tempesta Racing                          |      | 21   |      |      |       |     |     | 0      |
|      | Nelson Panciatici Gilles Vannelet Stuart White       | CMR                                            | 31   | Abd. |      |      |       |     |     | 0      |
|      | Tim Kohmann Giorgio Roda Francesco Zollo             | Kessel Racing                                  | Abd. | 32   |      |      |       |     |     | 0      |
|      | Karim Ojjeh Jens Liebhauser Jens Klingmann           | Boutsen Ginion Racing                          | Abd. | 31   |      |      |       |     |     | 0      |
|      | Rik Breukers Ezequiel Pérez Companc                  | Madpanda Motorsport                            | Abd. | 24   |      |      |       |     |     | 0      |
|      | Jack Aitken Konsta Lappalainen Arthur Rougier        | Emil Frey Racing                               | Abd. | 37   |      |      |       |     |     | 0      |
|      | Ben Barnicoat Rob Bell Oliver Wilkinson              | Jota Sport                                     | Abd. | 16   |      |      |       |     |     | 0      |
|      | Rob Collard Sam De Haan                              | Ram Racing                                     | Abd. | 26   |      |      |       |     |     | 0      |
|      | Callum MacLeod                                       | Ram Racing                                     | Abd. |      |      |      |       |     |     | 0      |
|      | Fabian Schiller                                      | Ram Racing                                     |      | 26   |      |      |       |     |     | 0      |
|      | Alexandre Cougnaud Christopher Haase Adrien Tambay   | Saintéloc Racing                               | Abd. | 15   |      |      |       |     |     | 0      |
|      | Brendan Iribe Ollie Millroy                          | Inception Racing with Optimum Motorsport       | Abd. | 34   |      |      |       |     |     | 0      |
|      | Nick Moss                                            | Inception Racing with Optimum Motorsport       |      | 34   |      |      |       |     |     | 0      |
|      | Patryk Krupiński Karol Basz Christian Klien          | JP Motorsport                                  |      | 29   |      |      |       |     |     | 0      |
|      | Sarah Bovy Doriane Pin Katherine Legge               | Iron Lynx                                      |      | 30   |      |      |       |     |     | 0      |
|      | Milan Dontje Patrick Kolb Simon Reicher              | Car Collection Motorsport                      |      | 33   |      |      |       |     |     | 0      |
|      | Rino Mastronardi Duncan Cameron Matthew Griffin      | AF Corse                                       |      | Abd. |      |      |       |     |     | 0      |
|      | Julien Apotheloz Jan Kasperlik Nicolas Schöll        | Allied-Racing                                  | Np.  | 35   |      |      |       |     |     | 0      |
| Pos. | Pilote                                               | Équipe                                         | MNZ  | LEC  | 6 h  | 12 h | 24 h  | NÜR | CAT | Points |
| Pos. | Pilote                                               | Équipe                                         | MNZ  | LEC  | SPA  |      |       | NÜR | CAT | Points |

| Couleur  | Résultat                       |
| -------- | ------------------------------ |
| Or       | Vainqueur                      |
| Argent   | 2e place                       |
| Bronze   | 3e place                       |
| Vert     | Classé dans les points         |
| Bleu     | Classé hors des points         |
| Bleu     | Non classé (Nc.)               |
| Violet   | Abandon (Abd.)                 |
| Rouge    | Non qualifié (Nq.)             |
| Rouge    | Non pré-qualifié (Npq.)        |
| Noir     | Disqualifié (Dsq.)             |
| Blanc    | Non partant (Np.)              |
| Blanc    | Forfait (Forf.)                |
| Blanc    | Course annulée (A)             |
| Neutre   | Non présent                    |
| Neutre   | Exclu (Ex.)                    |
| Gras     | Pole position                  |
| Italique | Meilleur tour en course        |
| †        | Classé sans terminer la course |
| 1 2 3 …  | Classement dans la catégorie   |